# Joseph Barbera
Joseph Roland (Joe) Barbera (New York, 24 maart 1911 – Los Angeles, 18 december 2006) was een Amerikaanse producent, regisseur en tekenaar van animatiefilms.
Samen met William Hanna (overleden 2001) maakte hij voor Metro-Goldwyn-Mayer tekenfilms van Tom & Jerry van 1940 t/m 1957. Samen richtten ze in 1944 de studio Hanna-Barbera op, nu bekend onder de naam Cartoon Network Studios. De studio vervaardigde vanaf 1957 bekende tekenfilms zoals The Huckleberry Hound Show, The Flintstones, The Jetsons en Scooby-Doo.
Hanna en Barbera kregen voor hun werk zeven Oscars en acht Emmy Awards.
Barbera was van het duo de beste tekenaar en grootste grappenmaker. Hanna was meer de zakenman.
- Bibsys: 5039518
- Biblioteca Nacional de España: XX1100036
- Bibliothèque nationale de France: cb138911350 (data)
- Catàleg d'autoritats de noms i títols de Catalunya: 981058523466106706
- CiNii: DA17896124
- Gemeinsame Normdatei: 119024365
- International Standard Name Identifier: 0000 0001 0912 7460
- Library of Congress Control Number: n88199654
- Nationale Bibliotheek van Letland: 000008329
- MusicBrainz: 330bf347-1bd7-43ee-b56f-91eb0a242fb3
- National Archives and Records Administration: 10571064
- Nationale Bibliotheek van Tsjechië: jo20010088943
- Nationale bibliotheek van Australië: 35992921
- Nationale Bibliotheek van Israël: 987007446213905171
- Nationale Bibliotheek van Polen: a0000001616284
- Nationale en Universitaire bibliotheek Zagreb: 000374950
- Nederlandse Thesaurus van Auteursnamen: 071293795
- Réseau des bibliothèques de Suisse occidentale: 02-A016328167
- RKD-Nederlands Instituut voor Kunstgeschiedenis: 215389
- Istituto Centrale per il Catalogo Unico: SBLV215167
- SNAC: w6q56z2t
- Système universitaire de documentation: 082851883
- Union List of Artist Names: 500473926
- Virtual International Authority File: 69114751
- WorldCat: E39PBJcWx6twF3Kfkyb4Jrmw4q